# Blanket Privacy
『Blanket Privacy』（ブランケット・プライバシー）は、中山美穂のバラードベスト・アルバム。1993年11月26日にキングレコードより発売された。（CD: KICS-360）

## 概要
帯コピー：ブランニューソングス！どんな時も手放せない愛しい私の曲たち…
同年に発売されたシングル「幸せになるために」「あなたになら…」が2曲共バラードだったこともあり、本人選曲によるバラード・ベストとなった。「幸せになるために」以外は全てニューアレンジ、新録音によるアルバムバージョンで収録された。
シングル5曲、カップリング2曲、アルバムから2曲、カバーが3曲で構成されている。
初回プレス分は歌詞カードとCDケースの間にエンボスホログラムのフィルムが挿入されていた。

## 収録曲

### CD
| #         | タイトル                               | 作詞               | 作曲             | 編曲                 | 時間  |
| --------- | -------------------------------------- | ------------------ | ---------------- | -------------------- | ----- |
| 1.        | 「幸せになるために」                   | 岩里祐穂・中山美穂 | 日向敏文         | 日向敏文             | 4:15  |
| 2.        | 「Tell Me」                            | 渡辺美佳           | 渡辺美佳         | 千住明               | 5:00  |
| 3.        | 「Midnight Taxi」                      | 飛鳥涼             | 飛鳥涼           | Knock                | 5:16  |
| 4.        | 「JUST MY LOVER」                      | 角松敏生           | 角松敏生         | 山崎洋一             | 5:10  |
| 5.        | 「女神たちの冒険」(A. CAPPELA Version) | （訳詞）PENNY      | 斉藤英夫         | 比山貴詠史・志熊研三 | 0:46  |
| 6.        | 「野蛮な宝石」                         | 松井五郎           | 斉藤英夫         | Ken Shiguma          | 4:56  |
| 7.        | 「Time After Time」                    | C. Lauper, Hyman   | C. Lauper, Hyman | ATOM                 | 3:23  |
| 8.        | 「You're My Only Shinin' Star '93」    | 角松敏生           | 角松敏生         | 高尾直樹             | 6:06  |
| 9.        | 「In The Morning」                     | 川村真澄           | 久保田利伸       | Ken Shiguma          | 5:10  |
| 10.       | 「ラストシーンに愛をこめて」           | 岡田冨美子         | 鈴木キサブロー   | Knock                | 5:43  |
| 11.       | 「The Rose」                           | Amanda McBroom     | Amanda McBroom   | 山崎洋一             | 3:56  |
| 12.       | 「あなたになら…」                      | 中山美穂           | 久石譲           | 久石譲               | 5:27  |
| 合計時間: | 合計時間:                              | 合計時間:          | 合計時間:        | 合計時間:            | 55:32 |

### 曲解説
1. 幸せになるために
  - 26目のシングル表題曲。
2. Tell Me
  - 23目のシングル「遠い街のどこかで…」カップリング曲のニュー・アレンジ・バージョン。
3. Midnight Taxi
  - 17枚目のシングル表題曲のニュー・アレンジ・バージョン。
4. JUST MY LOVER
  - アルバム『CATCH THE NITE』収録曲のニュー・アレンジ・バージョン。
5. 女神たちの冒険 (A. CAPPELA Version)
  - 19枚目のシングル表題曲の英語詞によるアカペラ・バージョン。1分足らずのショートバージョンで収録。
6. 野蛮な宝石
  - アルバム『Jeweluna』収録曲のニュー・アレンジ・バージョン。
7. Time After Time
  - シンディ・ローパーのカバー。
8. You're My Only Shinin' Star '93
  - 5回目の新録となる今回はアカペラ・バージョンで収録。
9. In The Morning
  - 13枚目のシングル「人魚姫 mermaid」カップリング曲のニュー・アレンジ・バージョン。
10. ラストシーンに愛をこめて
  - 倉橋ルイ子のカバー。
  - 『VIRGIN FLIGHT '86 中山美穂ファースト・コンサート』にも収録されている。
11. The Rose
  - ベット・ミドラーのカバー。
12. あなたになら…
  - 27枚目のシングル表題曲のアルバム・バージョン。

## 再発盤
- 2015年10月14日 - CD（廉価盤 KICS-3283）[2]
  - 2015年リマスタリング仕様で「30th Anniversary Original Album Collection」として、これまでにリリースしたアルバムのうち25作品が同日再発売された（エンボスホログラムなし）。[3]